# ГТД-110М

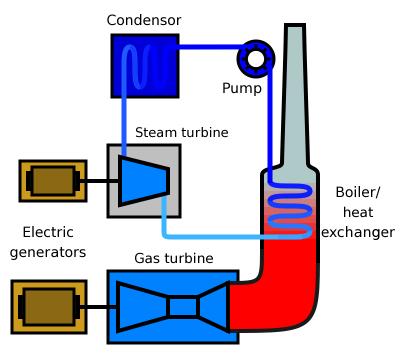
Принципиальная схема парогазовой установки с выработкой электричества двумя индивидуальными электрогенераторами — отдельно для паровой турбины и турбовального двигателя

ГТД-110М (газотурбинный двигатель в классе мощности 110 МВт модифицированный) — однороторный турбовальный двигатель совместной разработки ПАО «Интер РАО ЕЭС», группы «Роснано» (инженерный центр «Газотурбинные технологии») и госкорпорации «Ростех» (ПАО «ОДК-Сатурн») выпускаемый рыбинским двигателестроительным заводом «ОДК-Сатурн» для привода электрогенераторов в составе газотурбинных энергетических и парогазовых установок большой мощности (от 110 МВт и выше). ГТД-110М — модификация ранней модели однороторного турбовального двигателя ГТД-110 разработки середины 1990-х годов ГП НПКГ «Зоря» — «Машпроект» (Николаев, УССР, Украина).

### Контекст
В 2014 году после нападения на Украину и аннексии Крыма против России вводятся секторальные технологические санкции, затрагивающие область энергетики. В частности, в 2017 году получил известность скандал вокруг поставки энергетических турбин фирмы «Siemens» в Крым.
В 2015 году Правительство РФ принимает Постановление № 719 «О подтверждении производства промышленной продукции на территории Российской Федерации», в котором сообщается, что локализация отрасли энергетического турбомашиностроения и их комплектующих с 2021 года должна составить не менее 90 %, причём российским предприятиям должны принадлежать права на технологию, включая методики, ноу-хау и патенты, права на конструкторскую и техническую документации, которые должны храниться в России. Также на территории России должно находиться испытательное оборудование для узлов газогенератора и должен быть локализован сервисный центр. В противном случае производитель не сможет принимать участие в поставке турбомашин на ТЭС в рамах государственной программы модернизации теплоэнергетики РФ с суммарной мощностью 41 ГВт.
В 2016 году «Siemens» подал иск к компании «Технопромэкспорт», входящей в структуру «Ростеха», за перемещение четырёх газотурбинных установок в Крым, изготовленных заводом «Сименс Технологии Газовых Турбин» для так и не начатого строительства ТЭС в Тамани, причём приобретены они были на вторичном рынке. Первоначальные условия торгов подразумевали, что покупатель обязуется не нарушать условия санкций и не использовать установки на электростанциях, имеющих прямое подключение к энергосистеме Крыма. Покупатель, нарушивший условия торгов, остался неизвестен. В октябре этого же года «Технопромэкспорт» сообщил о подаче встречного иска к «Siemens» о признании «недействительной, ничтожной» части сделки по турбомашинам.
В 2020 году совместное предприятие «Сименс Технологии Газовых Турбин» в Санкт-Петербурге, выпускающее турбомашины «Siemens» в России с 2015 года, достигло локализации в 60 %. Предполагаемая локализация совместного предприятия «Интер РАО ЕЭС» и «General Electric» в Рыбинске («Русские Газовые Турбины», работает с 2014 года) — 55 % , причём самые технологически сложные узлы (камеру сгорания и лопатки) поставляли в готовом виде. Также свои газотурбинные установки ГТЭ-65 и ГТЭ-170 создают «Силовые машины».

### Разработка и испытания
С 2012 года «Роснано», «Интер РАО ЕЭС» и «ОДК-Сатурн» ведут совместную разработку ГТД-110М.
В 2016 году проведены переговоры о строительстве ПГУ-170/190Т на базе модернизированной газовой турбины ГТД-110М на площадке Щёкинская ГРЭС. Общая стоимость оценивается в 6,8 млрд рублей.
По плану, опытно-промышленный образец модернизированной ГТД-110М должен быть создан к четвёртому кварталу 2017 года. Завершение комплекса испытаний, который должен подтвердить ресурсные и экологические характеристики, планировалось к середине 2017 года.
В 2017 году проведена оценка внедренных мероприятий по снижению динамических напряжений рабочей лопатки 1-й ступени и мероприятий по обеспечению потребного эксплуатационного ресурса камеры сгорания, а также эффективности теплоизоляции корпуса. Проведены испытания термобарьерных и износостойких покрытий жаровых труб и термобарьерных наноструктурированных покрытий рабочих лопаток турбины.
Испытания ГТД-110М были остановлены в декабре 2017 из-за вышедших из строя механизмов — в процессе тестовых испытаний произошла авария, в результате которой турбина была повреждена. Работа над проектом продолжилась после устранения проблем, выявленных в ходе тестирования; «ОДК-Сатурн» планировал возобновить испытания весной 2019, при этом промежуточные результаты могут быть получены в конце лета того же года.
В июне 2019 года первая фаза испытаний была завершена; в июле 2019 основной этап испытаний первой российской газовой турбины большой мощности «ГТД-110М» был успешно завершён, 15 июля началась её опытно-промышленная эксплуатация на Ивановских ПГУ, которая должна была продлиться до октября 2019 года.
Первая в промышленной эксплуатации ГТД-110М была установлена в 2024 на ТЭС «Ударная» на Тамани (принята в эксплуатацию в октябре). Тогда же было объявлено о планах поставки еще трех аналогичных турбин для модернизации Новочеркасской ГРЭС в 2025-2026 годах.

## Технические характеристики
| Одновальная газовая турбина            | ГТД-110М               |
| -------------------------------------- | ---------------------- |
| Мощность (ISO 2314)                    | 118 МВт                |
| КПД (ISO 2314)                         | 36 %                   |
| Обороты выходного вала                 | 3 000 об/мин           |
| Применяемое топливо                    | газовое / дизельное    |
| Расход топлива (на номинальном режиме) | 23 700 / 28 200 кг/час |
| Температура газа на выходе             | 517 °С                 |
| Расход газа на выходе                  | 361 кг/с               |
| Габариты (L x B x H)                   | 7.19 х 3.76 х 4.34     |
| Масса (на раме)                        | 60 т                   |

Конструктивные особенности:
- 15-ступенчатый компрессор с регулируемым направляющим аппаратом;
- трубчато-кольцевая камера сгорания (20 жаровых труб);
- 4-ступенчатая турбина компрессора;
- безредукторное соединение с генератором.

## Сравнение с турбиной Ленинградского металлического завода «ГТЭ-170»
«… двигатель поставляется на раме и весит всего 60 тонн (для сравнения: только турбинная группа ГТЭ-170 имеет массу 192 тонны плюс блок камер сгорания — 51,2 тонны, итого 243,2 тонны)».